# Szerelmes szívek (film, 1991)
A Szerelmes szívek 1991-ben bemutatott magyar zenés filmvígjáték, melyet Dobray György rendezett. Története Szandi, a tiniénekesnő életén alapul, a főszerepet is ő játssza.
1991-ben a legnézettebb hazai mozifilm volt, egymillió nézővel. 2009-ben adták ki DVD-n.

## Történet
Timi gimnazista lány, énekesnői pályáról álmodozik. Szerelme, Brando azonban nem támogatja, kifejezetten ellenzi a lány elképzelését. Felbukkan a Nagy Menedzser és felfedezi Timi valóban kiemelkedő tehetségét. Brando és a menedzser között rivalizálás kezdődik, mialatt Timi csak az énekléssel foglalkozik.

## Szereplők
- Szandi – Timi
- Andorai Péter – Fenyő Miklós (menedzser)
- Vermes Dávid (hangja: Bolba Tamás/Szabó Sándor) – Brando
- Csákányi Eszter – Timi anyja
- Kovács Lajos – Timi apja
- Jászai Joli – Timi nagymamája
- Esztergályos Cecília – Menedzser felesége
- Kaszper Katalin (hangja: Farkasinszky Edit)
- Pogány Judit – Miss Ophelia
- Rajhona Ádám – Kripton tanár úr
- Koltai Róbert – Szexológus
- Epres Attila – Tornatanár
- Lázár Kati
- Szűcs  Gábor
- Bács Miklós – Miki, Timi osztálytársa
- Varga J Csongor – Szemüveges fiú

## A filmben elhangzó dalok
Megtalálhatóak Szandi Szerelmes szívek című albumán.
- Szerelmes szívek
- Öri-hari
- Álomból valóság
- Dúdolom, dúdolom
- Csók az óra körül
- Szupersztár
- Új tavasz, új fiú, új szerelem
- Hazug az éjjel
- Szeretni úgy szeretnék
- Csodálatos élet